# Centro Cultural Coyhaique
El Centro Cultural Coyhaique se encuentra ubicado en dicha ciudad, capital de la región de Aysén del General Carlos Ibáñez del Campo, Chile. Con nueve salas acondicionadas para distinto uso, depende de la Corporación Cultural Municipal de Coyhaique.

## Historia
El centro cultural se construyó en el mismo sitio donde se encontraba el mercado de la ciudad, edificado en 1966, y que funcionó hasta 1989. En el año 1991 se decidió usar el edificio del mercado como espacio cultural, que se adecuó para montar exposiciones artísticas.
El nuevo edificio del centro cultural, que cuenta con tres niveles y un auditorio para 250 personas, fue inaugurado en el año 2012 por el presidente Sebastián Piñera.